# Йордан Матев
Йордан Иванов Матев е български актьор.

## Биография
Роден е на 11 октомври 1928 г. в село Арапово, Станимашко. Завършва ВИТИЗ „Кръстьо Сарафов“ през 1953 с профил „актьорско майсторство“.
Веднага след това постъпва в Народния театър „Иван Вазов“, а скоро е открит и за киното. Често рецитира стихове в Българското радио

## Театрални роли
- „Моцарт и Салиери“ – Моцарт
- „Дон Карлос“ (Шилер) – дон Карлос
- „Под игото“ (Иван Вазов) – доктор Соколов
- „Блудният син“ (Егон Ронет) – Марк
- „Село Борово“ (Крум Велков) – Марин
- „Вуйчо Ваньо“ (Антон Чехов) – доктор Астров

## Награди
- Народен артист.
- Орден „Кирил и Методий“ – 2-ра степен.

## Филмография
| Година | Филми и Сериали                         | Серии | Копродукции     | Роля                      |
| ------ | --------------------------------------- | ----- | --------------- | ------------------------- |
| 1968   | Прокурорът                              |       |                 | майор Николов, следовател |
| 1967   | Бягаща по вълните – (Бегущая по волнам) |       | СССР / България | комисарят                 |
| 1966   | Мъже                                    |       |                 | главният инженер          |
| 1964   | 13 дни                                  |       |                 | Витан                     |
| 1964   | Непримиримите                           |       |                 | Пешо „Манивелата“         |
| 1962   | Тютюн                                   |       |                 | Борис Морев               |
| 1961   | Краят на пътя                           |       |                 | инж. Проданов             |
| 1954   | Снаха                                   |       |                 | Симо Горчев               |
| 1951   | Утро над родината                       |       |                 | Монката                   |